# Museumskomplex Arad

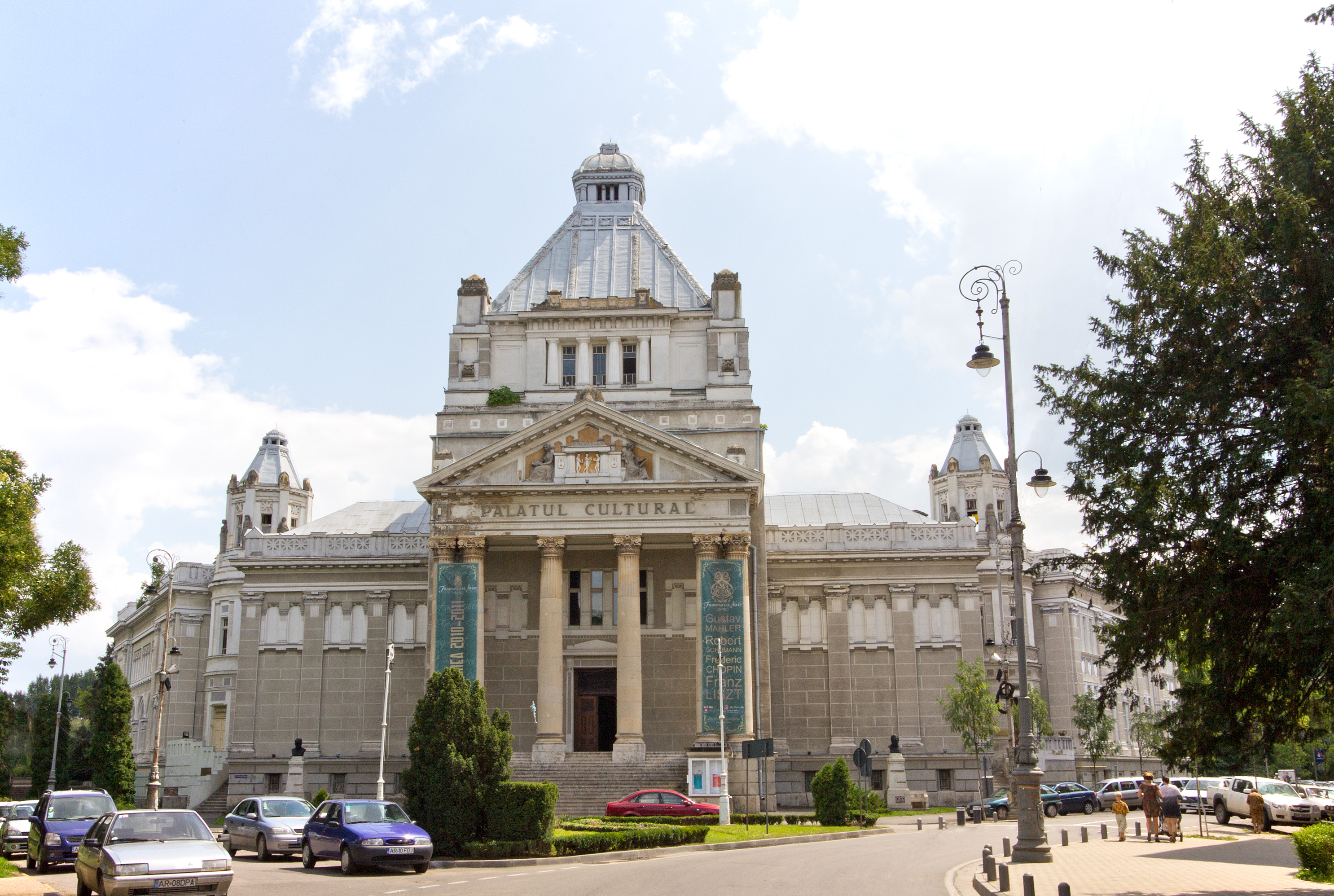
Sitz von Teilen des Museumskomplexes Arad im Kulturpalast Arad, 2011

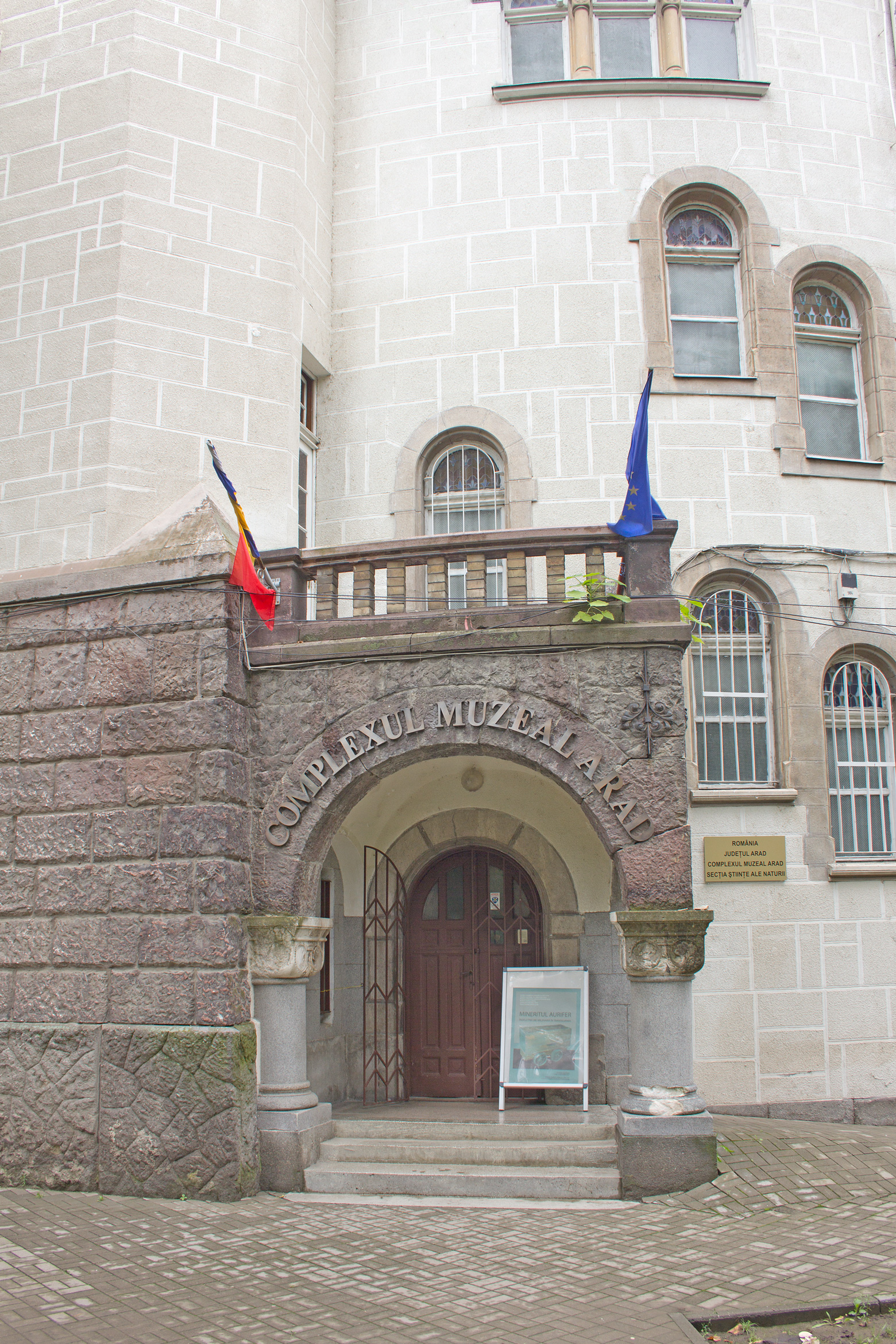
Eingang zum Museumskomplex Arad innerhalb des Gebäudes des Kulturpalast, 2011

Der Museumskomplex Arad  (rumänisch Complexul Muzeal Arad) ist eine Kultureinrichtung der öffentlichen Hand des Kreises Arad in Rumänien. Er verwaltet das Kulturgut der Region und umfasst die Museen in Arad, Lipova, Șiria, Săvârșin, Zăbrani und Miniș. Der Museumskomplex ist der Kreisverwaltung Arad unterstellt.

## Geschichte
Das erste Museum in Arad wurde 1893 gegründet und erinnerte an die Revolution von 1848/49. Die Ausstellung war in der zweiten Etage des alten Theaters untergebracht. Als 1913 der Kulturpalast Arad fertiggestellt wurde, zog die Ausstellung zusammen mit der Stadtbibliothek und der Philharmonie in das neue Gebäude ein. Zu der bereits vorhandenen Sammlung kamen eine Sammlung archäologisch-historischer Funde und eine Kunstsammlung hinzu. In der Zwischenkriegszeit wurde das Museum um eine ethnografische Sammlung und die Ausstellungsräume, die den Arader Politikern Vasile Goldiș und Ștefan Cicio Pop gewidmet sind, erweitert.
Nach der Machtübernahme der Kommunisten fand eine Umstrukturierung des Museums im Sinne der neuen Ideologie statt. In den Jahren 1954–1955 wurde die Abteilung für Geschichte des Altertums, das Museum der Revolution von 1848 (rumänisch Muzeul Revoluției de la 1848) und die Kunstgalerie neu eröffnet. Im Jahr 1956 kam die ethnografische Ausstellung dazu. In der Zeitspanne 1958–1988 wurden das Stadtmuseum in Lipova (1958) (rumänisch Muzeul Orășenesc), das Gedenkmuseum Ioan Slavici und Emil Montia in Șiria (1960) (rumänisch Muzeul Memorial Ioan Slavici și Emil Montia), das Gedenkmuseum Adam Müller-Guttenbrunn (1970) (rumänisch Muzeul Memorial Adam Müller–Guttenbrunn), das Kunst- und Ethnografiemuseum in Săvârșin (1988) (rumänisch Muzeul de Artă și Etnografie) und das Weinbau- und Winzermuseum (1988) in Miniș (rumänisch Muzeul Viei și Vinului) gegründet.
Nach 1989 konnte das Museum vom ideologischen Ballast befreit werden. Im Jahr 1992 wurde die Abteilung für Naturwissenschaften, ein Jahr später die Abteilung für Geschichte der Zwischenkriegszeit und 2004 die Dauerausstellung Arad – Dezember 1989 (rumänisch Arad – Decembrie 1989) neu gegründet.

## Abteilungen

### Museen im Munizipium Arad

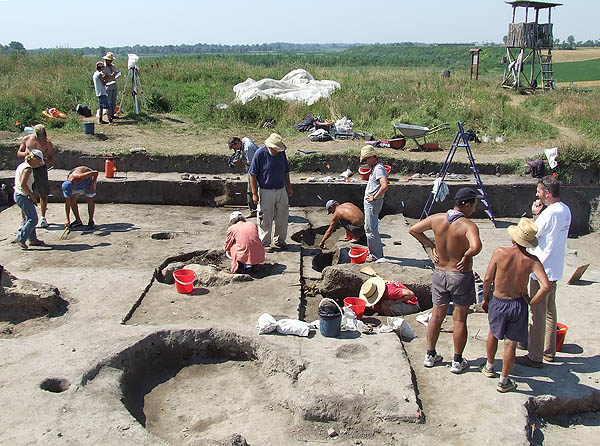
Ausgrabungsarbeiten bei Pecica

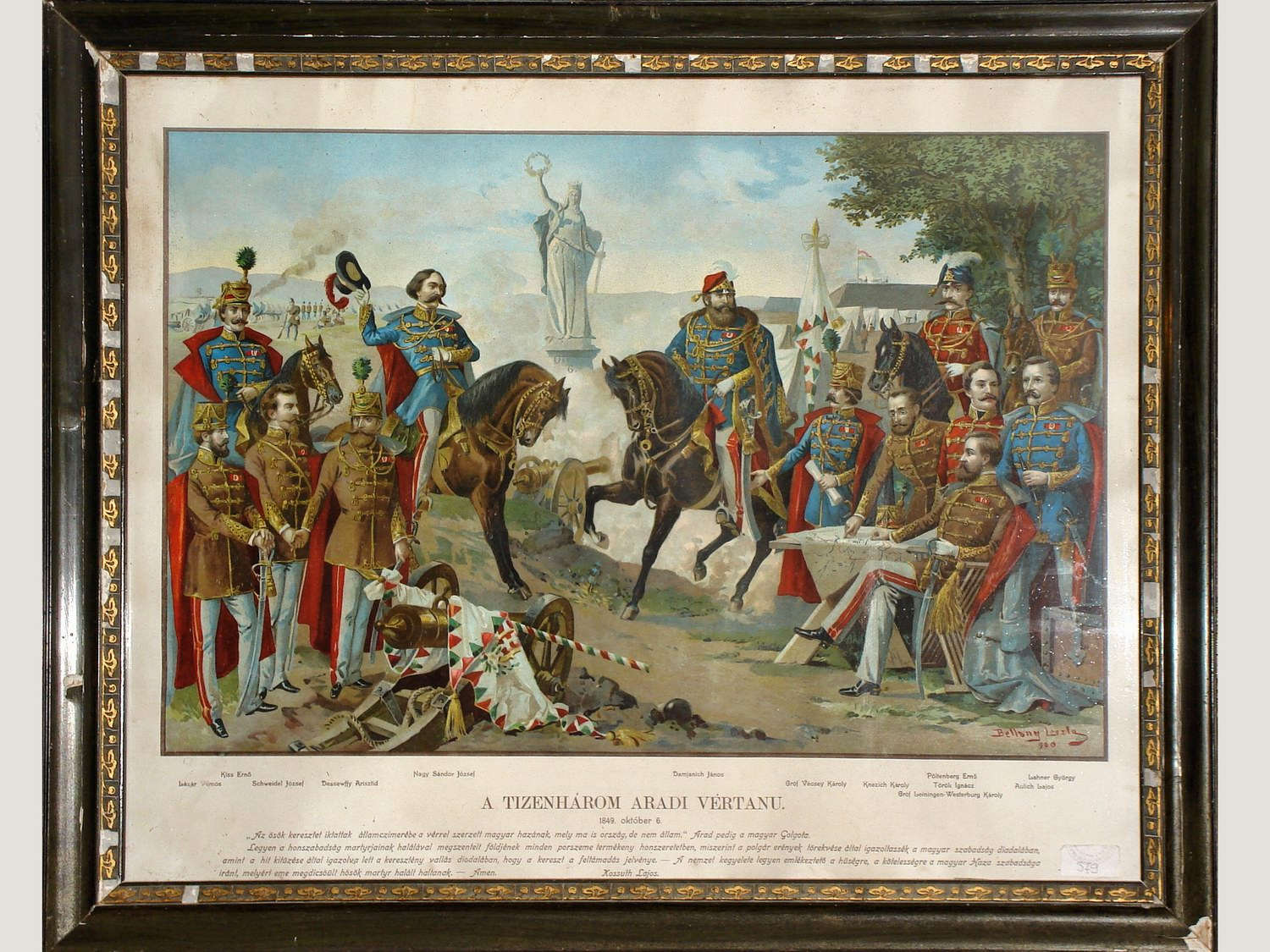
Die 13 Märtyrer von Arad, 1900

#### Museum für Archäologie und Geschichte
Die Abteilung für Archäologie und Geschichte besteht aus 15 Ausstellungsräumen und ist in der zweiten Etage des Kulturpalastes untergebracht. Die Ausstellung umfasst zweitausend Exponate. Archäologische Funde aus der Jungsteinzeit (Steine, Knochen, Horn und Keramik) aus Ausgrabungen bei Pecica, Sânpetru German und Sântana sowie aus der Bronzezeit (Schmuck, Kleidung, Accessoires und Spielzeug) sind ausgestellt. Besondere Erwähnung verdient ein Lorbeerkranz, der vor etwa hundert Jahren bei Ausgrabungen in Sântana gefunden wurde.
Es folgen die Ausstellungsräume, die der dakischen und keltischen Kultur gewidmet sind. Ein extra Raum ist den dako-romanischen Kriegen (101–102, 105–106 n. Chr.) gewidmet. Die römische Provinz Dakien (106–271) wird durch eine Karte, der Modellbau eines römischen Kastells sowie durch Artefakte, die bei Ausgrabungen in Apulum (Alba Iulia), Micia, Aradul Nou, Lipova, Olari, Aquincum (Budapest) gefunden wurden, veranschaulicht. Aus der Zeit der Völkerwanderung (3. bis 10. Jahrhundert) stammt ein Töpferofen von Ciala–Arad, der zum Herstellen von Keramik im 3. und 4. Jahrhundert diente. Das Grab eines ungarischen Kriegers von Șiclău aus dem 10. Jahrhundert bezeugt die Anwesenheit des ungarischen Elements in der Region. Das Gebiet wurde in der Legende des Heiligen Gerhard (1035) erstmals urkundlich erwähnt.
Weitere Ausstellungsräume sind der Geschichte während der Zeit des ungarischen Königreichs (1001–1540), des autonomen Siebenbürgen (1541–1552, 1595–1599, 1601–1615), der Osmanenherrschaft (1552–1595, 1615–1687), der Woiwodschaft von Mihai Viteazul (1599–1601) und der Habsburgermonarchie (1687–1918) gewidmet.
Verschiedene Arbeitsgeräte und Werkzeuge veranschaulichen das Entwickeln der Berufe in der Region: ein Holzpflug, ein Einbaum, Angeln, Zinn- und Tonkrüge, der Modellbau einer Wassermühle.
Die wichtigsten politischen Ereignisse der Zeit werden mittels Landkarten, Grafiken, Dokumenten, Waffen, Rüstungen veranschaulicht. Der Raum wird von Porträts von Horia, Cloșca und Crișan, die Anführer des Bauernaufstands (1784), beherrscht. Das Siegel, die Flagge und die Ernennungsurkunde Arads zur königlichen Freistadt (1834) symbolisieren die Befreiung der Stadt vom mittelalterlichen Feudalismus.
Ein Anziehungspunkt der Ausstellung ist der Abschnitt, der der Revolution von 1848/49 gewidmet ist. Er zeigt die persönlichen Gegenstände der 13 Generäle der ungarischen Revolutionsarmee, die am 6. Oktober 1849 vor den Mauern der Festung hingerichtet wurden und als Märtyrer von Arad in die Geschichte eingegangen sind.
Zwei politische Momente von großer Bedeutung in der Geschichte der Rumänen – die Vereinigung der rumänischen Fürstentümer Moldau und Walachei (1859) und die Erlangung der Unabhängigkeit (1877) – werden durch Karten, Dokumente, Fotos und Waffen dargestellt.
Das Modellflugzeug „Vlaicu 2“ erinnert an den Flug von 1912 des rumänischen Flugzeugpioniers Aurel Vlaicu.
Der Memorandum-Raum zeigt Fotos und Dokumente, die den politischen Protest der Rumänen am Wiener Hof (1892) während der Emanzipationsbewegung belegen. Hier sind auch Objekte, die den Ersten Weltkrieg bis zum Zusammenbruch der Habsburgermonarchie dokumentieren, ausgestellt.
Der Raum der Vereinigung stellt die Verwirklichung des rumänischen Nationalstaates dar und unterstreicht die wichtige Rolle der Stadt Arad im November 1918 bei der Organisation der Großen Nationalversammlung in Alba Iulia am 1. Dezember 1918. Flaggen, Waffen, offizielle Dokumente veranschaulichen den Mechanismus der Vereinigung. Die Zeitspanne 1919–1947 wird durch die wirtschaftliche, politische und kulturelle Entwicklung der Region im Kontext der historischen Entwicklung des rumänischen Königreichs dargestellt.
Die letzten drei Ausstellungsräume veranschaulichen die Ereignisse vom Dezember 1989 in Arad, die zum Sturz des kommunistischen Regimes führten.

#### Museum für Naturwissenschaften
Ebenfalls im Kulturpalast befindet sich das Museum für Naturwissenschaften. Die vier Ausstellungsräume des Museums für Naturwissenschaften erfreuen sich großer Beliebtheit. Im ersten Raum wird das Universum durch suggestive Collagen dargestellt. Diese stellen Galaxien, Galaxienhaufen, Supernovae und unser Sonnensystem dar. Eine Reihe von Raketen und Raumschiffe zeigen die wichtigsten Phasen der Entwicklung der Raumfahrt in der zweiten Hälfte des 20. Jahrhunderts.
Das Kernstück der Ausstellung besetzt die mineralogische und die ökologische Sammlung. Die bedeutendsten Objekte der paläontologischen Sammlung, von der die meisten Exponate aus der Region stammen, versuchen die Entwicklung des Lebens auf der Erde darzustellen.

#### Kunstmuseum
Das Kunstmuseum besteht seit 1984 und ist in der zweiten Etage des Gebäudes an der Straße Gheorge Popa de Teiuş Nr. 2–4 untergebracht. Die Dauerausstellung wurde im Jahr 1998 neu organisiert. Sie ist chronologisch geordnet und beinhaltet europäische Kunstwerke vom 16. bis zum 19. Jahrhundert und rumänische Kunstwerke des 19. und 20. Jahrhunderts. Die europäische Kunst ist durch Meister der italienischen, flämischen und holländischen Schule des 16. bis 18. Jahrhunderts vertreten.
Das 18. Jahrhundert ist durch Gravuren von Johann Elias Ridinger sowie Gemälde von Alessandro Magnasco, Lacroix Marseille und Christian Brandt vertreten. Ein besonderer Platz ist für die verschiedenen Kunstströmungen des 19. Jahrhunderts reserviert. Die Arbeitsweisen und Techniken der Akademien von Paris, München, Düsseldorf, Dresden, Wien und Budapest sind vertreten durch Arbeiten von Károly Markó, Gyula Aggházy, Sándor Liezenmeyer, Miklós Barabás, Mihály von Munkácsy und Károly Lotz.
Innenräume im Stile des Rokoko, Empire und Biedermeier wurden mittels zahlreicher Dekorationsobjekte der Bildenden Künste nachgestellt. Gegenstände und Mobiliar aus der Zeit der Renaissance, des Barock, aus der Zeit Ludwigs V., Ludwigs VI., der Régence, des Empire und des Biedermeier sind nach funktionalen Kriterien ausgestellt.
Die Porzellan- und Keramiksammlung beinhaltet Stücke aus dem 18. und 19. Jahrhundert. Darunter Meißener Porzellan, Stücke aus der Wiener Porzellanmanufaktur, aus Elbogen, Schlaggenwald und der Porzellanmanufaktur Sévres, aus Neapel, Urbino, aus der Wedgwood-Porzellanmanufaktur, der Porzellanmanufaktur Herend und aus Cluj-Napoca.
Ähnlich wertvolle Stücke finden sich in der Sammlung von Orientteppichen des 18. und 19. Jahrhunderts. Diese stammen aus Anatolien, dem Kaukasus, Persien, Indien und Siebenbürgen.

### Museen im Kreis Arad

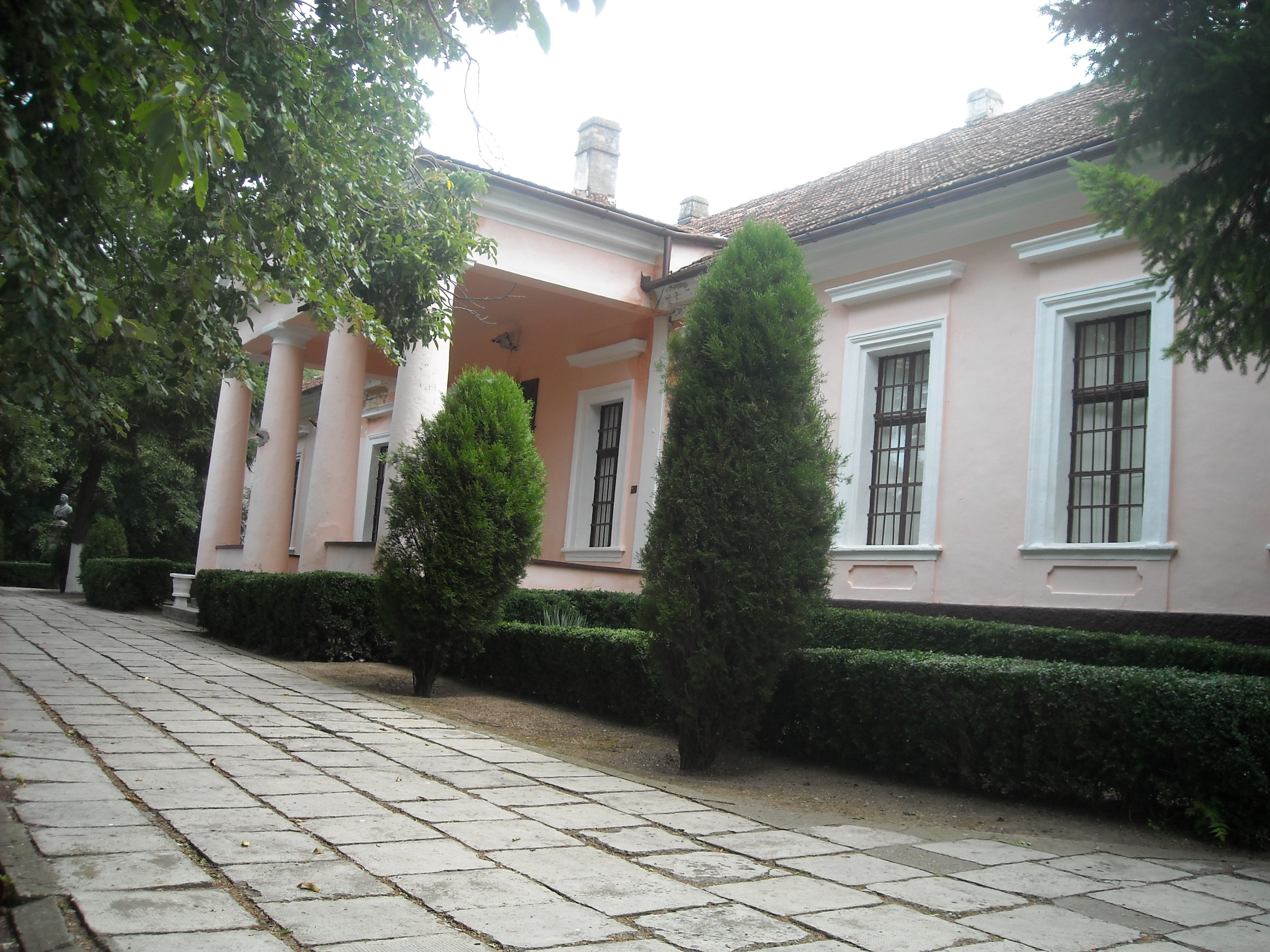
Kastell Bochus in Șiria, 2010

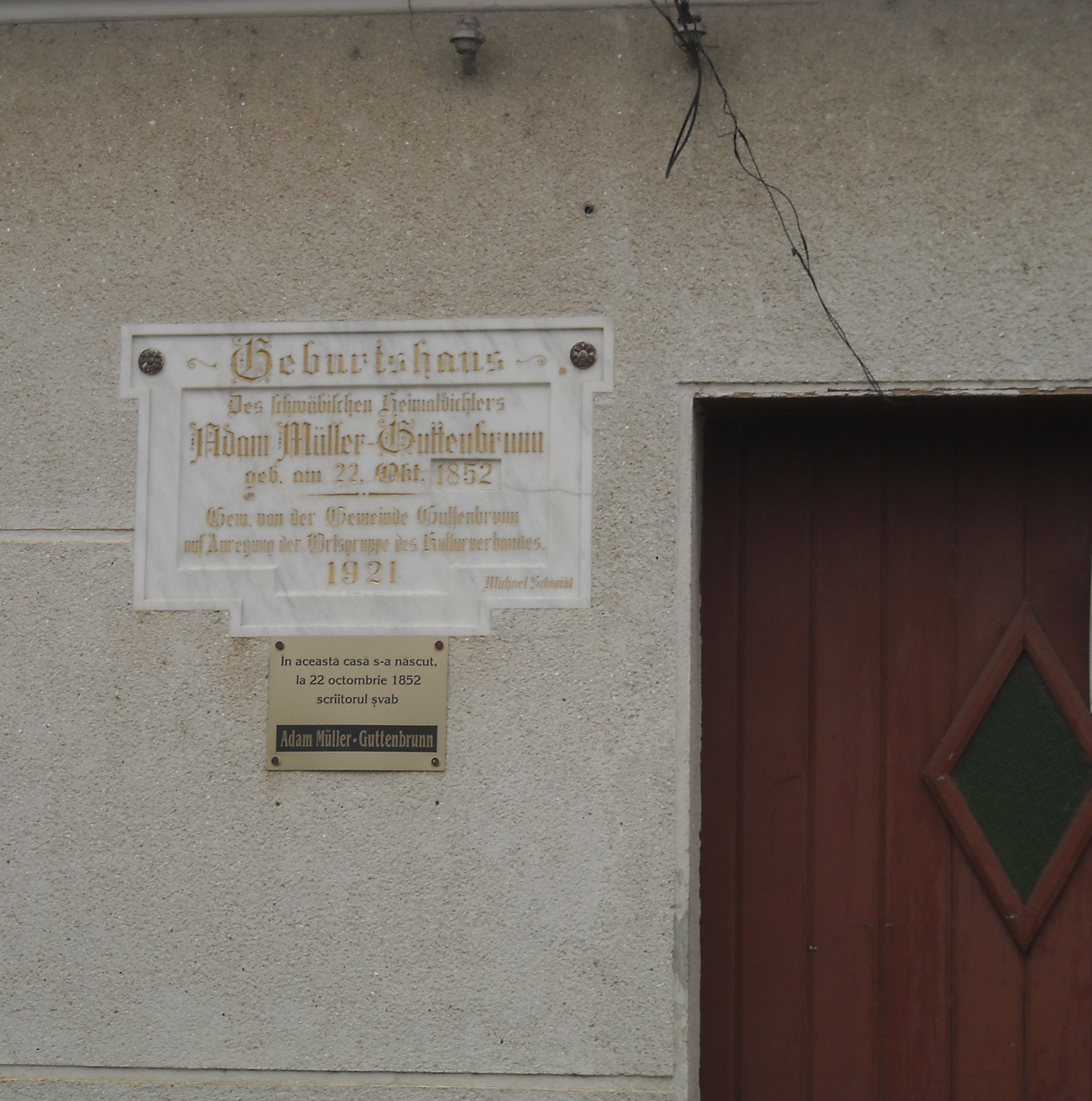
Gedenktafel am Geburtshaus von Adam Müller-Guttenbrunn in Zăbrani

#### Stadtmuseum Lipova
Das Stadtmuseum Lipova, 1952 gegründet, befindet sich im Kastell Mișici, das im 19. Jahrhundert von Ion Mișici gebaut und 1930 von dem damaligen Besitzer Sever Bucu renoviert wurde. Das Museum beherbergt neben feudalen Kunstobjekten und einer Sammlung von alten rumänischen Büchern auch die Kunstsammlungen von Elena Costescu und Vasile Varga. Neben moderner rumänischen Malerei sind Gemälde der flämischen, italienischen, englischen, französischen und ungarischen Schulen sowie dekorative Kunstobjekte aus Silber, Porzellan, Glas, aber auch Möbelstücke verschiedener Epochen ausgestellt.

#### Gedenkmuseum Ioan Slavici und Emil Montia Șiria
Das Museum ist im Kastell Bohus in Șiria untergebracht. Das Kastell wurde 1838 in neoklassizistischen Stil erbaut. In diesem Gebäude unterzeichnete am 13. August 1849 die ungarische Revolutionärsarmee die Kapitulation.
Einen besonderen Platz widmet das Museum dem rumänischen Schriftsteller Ioan Slavici. Ioan Slavici wurde am 18. Januar 1848 in Șiria geboren. Das Haus seiner Eltern existiert heute nicht mehr. Eine Marmorplatte, die vom rumänischen Schriftstellerverband zur Gedenkfeier des 25. Todestages des Schriftstellers (1950) enthüllt wurde, weist auf das Haus von Savu und Elena Slavici hin. Die dem Schriftsteller gewidmete Ausstellung besteht aus vier Räumen, in denen seine komplexe Persönlichkeit anhand von Photographien, Manuskripten, Büchern und Zeitungen sichtbar wird.
Im Jahr 1970 wurde die Dauerausstellung, die dem 1906 in Șiria zugezogenen Komponisten Emil Montia (1882–1965) gewidmet ist, eröffnet. Im Park des Kastells steht die Statue von Antonia Bohus und die Büsten von Ioan Slavici, Mihai Eminescu, Ioan Russu-Șirianu, Nicolae Ștefu und Emil Montia.

#### Weinbau- und Winzermuseum Miniș
Das Weinbau- und Winzermuseum, das 1987 in der Gemeinde Ghioroc eröffnet wurde, veranschaulicht Werkzeuge, Installationen, Dokumente und Photographien zur Geschichte des Weinbaus und der Weinherstellung des Weinbaugebietes Miniș Maderat, eines der ältesten Weinbaugebiete Rumäniens. Das Museum umfasst archäologische Funde, die die Existenz des Weinbaus in der Region seit der Antike belegen. Der erste schriftliche Beleg stammt aus dem 11. Jahrhundert. Das Anbaugebiet wuchs stetig. Während der Türkenherrschaft (1562) wurden 700 Hektar Weinbaugebiet verzeichnet, 1746 verzeichneten die Habsburger bereits 2000 Hektar. Diese Fläche verdreifachte sich im 20. Jahrhundert. Im Jahr 1881 wurde die erste Winzerschule eröffnet. Angebaut werden die Rebsorten Cabernet Sauvignon, Merlot, Pinot Noir, Burgunder und weiße Weine der Sorten Riesling, Furmint, Muskat-Ottonel. Auf der Internationalen Messe in London 1862 erhielt ein Rotwein aus Miniș die Auszeichnung Königswein. 

#### Adam Müller-Guttenbrunn Gedenkmuseum Zăbrani
Das Adam Müller-Guttenbrunn Gedenkmuseum wurde 1970 gegründet und 1995 renoviert. Das Museum umfasst Buchbände aus dem Werk des Schriftstellers, Dokumente, Photographien, Möbel und andere persönliche Gegenstände. Adam Müller-Guttenbrunn war ein banat-schwäbischer Schriftsteller, Romanautor und eine markante Persönlichkeit des Wiener Theaterlebens Ende des 19. Jahrhunderts. Er war der Gründer und Leiter des Wiener Raimundtheaters (heute Staatsoper). Durch seine Werke setzte er den Banater Schwaben und seinem Heimatort Guttenbrunn ein Denkmal.

#### Ethnografisches Museum Săvârșin
Das ethnografische Museum in Săvârșin beherbergt die ethnografische Sammlung des Lehrers Iosif Dohangie. Ausgestellt sind Werkzeuge aus Holz, Haushaltsgegenstände, Webstühle, Töpferwaren, Volkstracht, Truhen, aber auch Gemälde- und Grafiksammlungen, sowie dekorative Kunst aus dem fernen Osten.